# 片倉比佐子
片倉 比佐子（かたくら ひさこ、1935年(昭和10年) - ）は、日本の歴史学者。

## 来歴
東京府東京市滝野川区生まれ。1959年東京都立大学 (1949-2011)大学院人文科学研究科修士課程修了。東京都政史料館・東京都公文書館にて『東京市史稿』市街篇・産業篇の編集に従事。NHK学園講師。

## 著書
- 『天明の江戸打ちこわし』新日本新書、2001
- 『江戸の土地問題』同成社江戸時代史叢書、2004
- 『大江戸八百八町と町名主』吉川弘文館 歴史文化ライブラリー、2009

### 共編
- 『日本女性史論集 家と女性』黒田弘子共編 吉川弘文館、1997
- 『日本女性史論集 文化と女性』梅村恵子共編 吉川弘文館、1998
- 『日本家族史論集 家族観の変遷』編 吉川弘文館、2002
- 『日本家族史論集 教育と扶養』編 吉川弘文館、2003

## 参考
- ISBN　978-4-642-05679-3